# Іда-Тереза Нерелл
Іда-Тереза Карлссон-Нерелл (швед. Ida-Theres Karlsson-Nerell; нар. 18 квітня 1983, Буден, Швеція) —  шведська борчиня вільного стилю, чотириразова призерка чемпіонатів світу, п'ятиразова чемпіонка Європи, учасниця двох Олімпійських ігор.

## Життєпис
Боротьбою почала займатися з 1994 року. Була бронзовою призеркою чемпіонату світу 1998 року серед кадетів, чемпіонка цих змагань у 1999 році. Бронзова призерка чемпіонату Європи 1999 року серед юніорів, дворазова чемпіонка цих змагань у 2000 і 2002 роках. 

## Спортивні результати на міжнародних змаганнях

### Виступи на Олімпіадах
| Змагання                    | Збірна | Вагова категорія          | Місце |
| --------------------------- | ------ | ------------------------- | ----- |
| Літні Олімпійські ігри 2004 | Швеція | жіноча боротьба, до 55 кг | 4     |
| Літні Олімпійські ігри 2008 | Швеція | жіноча боротьба, до 55 кг | 5     |

### Виступи на Чемпіонатах світу
| Змагання                        | Збірна | Вагова категорія          | Місце  |
| ------------------------------- | ------ | ------------------------- | ------ |
| Чемпіонат світу з боротьби 2002 | Швеція | жіноча боротьба, до 55 кг | Бронза |
| Чемпіонат світу з боротьби 2003 | Швеція | жіноча боротьба, до 55 кг | 19     |
| Чемпіонат світу з боротьби 2005 | Швеція | жіноча боротьба, до 59 кг | 5      |
| Чемпіонат світу з боротьби 2006 | Швеція | жіноча боротьба, до 55 кг | Бронза |
| Чемпіонат світу з боротьби 2007 | Швеція | жіноча боротьба, до 55 кг | Срібло |
| Чемпіонат світу з боротьби 2011 | Швеція | жіноча боротьба, до 55 кг | Бронза |

### Виступи на Чемпіонатах Європи
| Змагання                         | Збірна | Вагова категорія          | Місце  |
| -------------------------------- | ------ | ------------------------- | ------ |
| Чемпіонат Європи з боротьби 2001 | Швеція | жіноча боротьба, до 56 кг | Срібло |
| Чемпіонат Європи з боротьби 2002 | Швеція | жіноча боротьба, до 55 кг | Срібло |
| Чемпіонат Європи з боротьби 2003 | Швеція | жіноча боротьба, до 55 кг | 6      |
| Чемпіонат Європи з боротьби 2004 | Швеція | жіноча боротьба, до 55 кг | Золото |
| Чемпіонат Європи з боротьби 2005 | Швеція | жіноча боротьба, до 59 кг | Золото |
| Чемпіонат Європи з боротьби 2007 | Швеція | жіноча боротьба, до 59 кг | Золото |
| Чемпіонат Європи з боротьби 2008 | Швеція | жіноча боротьба, до 59 кг | Золото |
| Чемпіонат Європи з боротьби 2011 | Швеція | жіноча боротьба, до 55 кг | Золото |
| Чемпіонат Європи з боротьби 2012 | Швеція | жіноча боротьба, до 59 кг | 15     |

### Виступи на інших змаганнях
| Змагання                                                     | Збірна | Вагова категорія          | Місце  |
| ------------------------------------------------------------ | ------ | ------------------------- | ------ |
| Міжнародний меморіал Дейва Шульца 2001                       | Швеція | жіноча боротьба, до 56 кг | Золото |
| Klippan Lady Open 2002                                       | Швеція | жіноча боротьба, до 55 кг | Золото |
| Manitoba Open 2003                                           | Швеція | жіноча боротьба, до 55 кг | Золото |
| Гран-прі Німеччини з боротьби 2003                           | Швеція | жіноча боротьба, до 55 кг | 5      |
| Austrian Ladies Open 2003                                    | Швеція | жіноча боротьба, до 55 кг | 4      |
| Manitoba Open 2004                                           | Швеція | жіноча боротьба, до 55 кг | Срібло |
| Олімпійський кваліфікаційний турнір з боротьби 2004 (Туніс)  | Швеція | жіноча боротьба, до 55 кг | 4      |
| Олімпійський кваліфікаційний турнір з боротьби 2004 (Мадрид) | Швеція | жіноча боротьба, до 55 кг | Срібло |
| Гран-прі Німеччини з боротьби 2004                           | Швеція | жіноча боротьба, до 55 кг | Золото |
| Austrian Ladies Open 2004                                    | Швеція | жіноча боротьба, до 55 кг | Бронза |
| Klippan Lady Open 2005                                       | Швеція | жіноча боротьба, до 59 кг | Бронза |
| Гран-прі Німеччини з боротьби 2005                           | Швеція | жіноча боротьба, до 59 кг | Золото |
| Гран-прі Німеччини з боротьби 2006                           | Швеція | жіноча боротьба, до 55 кг | Золото |
| Золотий Гран-прі з боротьби 2006                             | Швеція | жіноча боротьба, до 59 кг | Срібло |
| Klippan Lady Open 2007                                       | Швеція | жіноча боротьба, до 59 кг | Золото |
| Гран-прі Німеччини з боротьби 2007                           | Швеція | жіноча боротьба, до 59 кг | Золото |
| Austrian Ladies Open 2007                                    | Швеція | жіноча боротьба, до 59 кг | Золото |
| Klippan Lady Open 2008                                       | Швеція | жіноча боротьба, до 59 кг | Золото |
| Austrian Ladies Open 2008                                    | Швеція | жіноча боротьба, до 59 кг | Золото |
| Турнір Яшара Догу 2011                                       | Швеція | жіноча боротьба, до 55 кг | Золото |
| Klippan Lady Open 2011                                       | Швеція | жіноча боротьба, до 55 кг | Золото |
| Золотий Гран-прі з боротьби 2011 (Баку)                      | Швеція | жіноча боротьба, до 55 кг | Золото |
| Меморіал Іона Корнеану 2011                                  | Швеція | жіноча боротьба, до 55 кг | Золото |
| Турнір Дана Колова — Николи Петрова 2012                     | Швеція | жіноча боротьба, до 59 кг | Золото |
| Золотий Гран-прі з боротьби 2012 (Кліппан )                  | Швеція | жіноча боротьба, до 59 кг | Срібло |

### Виступи на змаганнях молодших вікових груп
| Змагання                                       | Збірна | Вагова категорія          | Місце  |
| ---------------------------------------------- | ------ | ------------------------- | ------ |
| Чемпіонат Європи з боротьби серед юніорів 1999 | Швеція | жіноча боротьба, до 54 кг | Бронза |
| Чемпіонат Європи з боротьби серед юніорів 2000 | Швеція | жіноча боротьба, до 50 кг | Золото |
| Чемпіонат світу з боротьби серед юніорів 2000  | Швеція | жіноча боротьба, до 50 кг | 4      |
| Чемпіонат світу з боротьби серед юніорів 2001  | Швеція | жіноча боротьба, до 58 кг | 4      |
| Чемпіонат Європи з боротьби серед юніорів 2002 | Швеція | жіноча боротьба, до 54 кг | Золото |
| Чемпіонат світу з боротьби серед кадетів 1998  | Швеція | жіноча боротьба, до 52 кг | Бронза |
| Чемпіонат світу з боротьби серед кадетів 1999  | Швеція | жіноча боротьба, до 52 кг | Золото |